# 알리아 바트
알리아 바트(힌디어: आलिया भट्ट, 영어: Alia Bhatt, 1993년 3월 15일 ~ )는 볼리우드에서 활동하는 영국의 배우, 가수이다. 필름페어상 여우주연상 3회(2017, 19, 20) 수상자이다.

## 출연 작품
- 하트 오브 스톤 (2023) - 키야 다완 역
- 달링스 (2022) - 바드루니사 셰이크 역
- 라지 (2018)
- 바드리나트 키 둘하니아 (2017)
- 디어 친다기 (2016)
- 우드타 펀자브 (2016)
- 카푸르 앤 썬스 (2016)
- 샨다르 (2015)
- 험프티 샤르마 키 둘하니아 (2014)
- 투 스테이츠 (2014)
- 하이웨이 (2014)
- 스튜던트 오브 더 이어 (2012)